# Epigonus elongatus
Epigonus elongatus és una espècie de peix pertanyent a la família dels epigònids.

## Descripció
- 7 espines i 10 radis tous a l'aleta dorsal.
- L'opercle no té cap espina.[5][6]

## Hàbitat
És un peix marí, mesobentònic-pelàgic i batidemersal que viu fins als 320 m de fondària sobre el fons marí principalment.

## Distribució geogràfica
Es troba a l'Índic occidental: el nord de Madagascar i a prop de les illes Seychelles.

## Observacions
És inofensiu per als humans.